# جوليان غراي
جوليان غراي (بالإنجليزية: Julian Gray)‏ (21 سبتمبر 1979 المملكة المتحدة - ) هو لاعب كرة قدم بريطاني يلعب كلاعب وسط.

## وصلات خارجية
جوليان غراي على موقع قاعدة بيانات كرة القدم.إي يو (الإنجليزية)
- جوليان غراي على موقع Soccerbase.com (لاعب) (الإنجليزية)
- جوليان غراي على موقع Soccerway.com (الإنجليزية)
- جوليان غراي على موقع عالم كرة القدم.نت (الإنجليزية)